# Peridrome orbicularis
Peridrome orbicularis es una especie de lepidóptero de la familia Erebidae. Se encuentra en Bangladés (Sylhet), Camboya, la India (Islas Andamán, Assam y Meghalaya), Indonesia (Java, Sumatra, Sumbawa, Sulawesi, Borneo), Laos, Malasia (Pinang), Birmania, las Filipinas (Luzón, Palawan, Mindanao y Mindoro), Tailandia y Vietnam.
Las alas miden 67 mm en los machos y 71 mm en las hembras.
Las larvas se alimentan de plantas de la familia Apocynaceae.